# Comuna Telița, Anenii Noi
Telița este o comună din raionul Anenii Noi, Republica Moldova. Cuprinde satele Telița și Telița Nouă.

## Demografie
<div class="transborder" style="position:absolute;width:100px;line-height:0;

<div class="transborder" style="position:absolute;width:100px;line-height:0;
<div class="transborder" style="position:absolute;width:100px;line-height:0;
Structură etnică
     moldoveni (96,68%)
     ucraineni (0,17%)
     ruși (1%)
     bulgari (0,08%)
     români (0,33%)
     țigani (1,66%)
     alte etnii / nedeclarată (0,08%)
Conform datelor recensământului din 2004, populația comunei este de 1.206 locuitori, dintre care 608 (50,41%) bărbați și 598 (49,59%) femei. Structura etnică a populației în cadrul comunei arată astfel:
- moldoveni — 1.166;
- ucraineni — 2;
- ruși — 12;
- bulgari — 1;
- români — 4;
- țigani — 20;
- altele / nedeclarată — 1.

## Administrație și politică
Componența Consiliului local Telița (9 consilieri), ales la 5 noiembrie 2023, este următoarea:
|  | Partid                                       | Consilieri | Componență | Componență | Componență | Componență | Componență | Componență |
|  | -------------------------------------------- | ---------- | ---------- | ---------- | ---------- | ---------- | ---------- | ---------- |
|  | Partidul Acțiune și Solidaritate             | 6          |            |            |            |            |            |            |
|  | Partidul Socialiștilor din Republica Moldova | 1          |            |            |            |            |            |            |
|  | Partidul Liberal Democrat din Moldova        | 1          |            |            |            |            |            |            |
|  | Mișcarea „Respect Moldova”                   | 1          |            |            |            |            |            |            |